# Тетерин, Святослав Дмитриевич
Святослав Дмитриевич Тетерин (род. 26 октября 1997, Санкт-Петербург, Россия) — российский боксёр-любитель, выступающий в тяжёлой, и в супертяжёлой весовых категориях. Мастер спорта России международного класса, член сборной России по боксу (2020—н.в.), серебряный призёр чемпионата мира среди военнослужащих (2021), двукратный серебряный призёр (2020, 2022) чемпионата России, бронзовый призёр Всероссийской Спартакиады (2022), победитель командного Кубка России (2022), серебряный призёр командного Кубка России (2021), чемпион Вооруженных Сил России (2019), победитель и призёр международных и всероссийских турниров в любителях.

## Биография
Родился 26 октября 1997 года в Санкт-Петербурге, Россия.
С ноября 2017 года проходил срочную службу в ВДВ, в Рязани при Рязанском воздушно-десантном командном училище. И в 2018 году поступил и проходит обучение в РГВВДКУ им. В. Ф. Маргелова, по окончании которого станет офицером десантных войск.
Выступает за клуб ЦСКА, служит в спортивной роте, и является курсантом РГВВДКУ им. В. Ф. Маргелова.

## Любительская карьера
Святослав Тетерин занимается боксом с 16 лет и является воспитанником тренеров Александра Тиранова и Владимира Видова из Боксёрского клуба «Тайфун», из Санкт-Петербурга.
С 2018 года часто участвует в сборах на базах ЦСКА в Подмосковье, и в Чехове — в Клубе бокса ВДВ под руководством тренеров Германа Игнатьева и трехкратного чемпиона Советского Союза Александра Панина — тренера по боксу в училище ВДВ.
В 2017 году Тетерин сначала стал победителем на Чемпионате Санкт-Петербурга по боксу. И в октябре 2017 года в городе Грозный впервые выступил на взрослом чемпионате России в весе до 91 кг, в первом же раунде соревнований в конкурентном бою по очкам (2-3) проиграв опытному Исламу Текееву.

### 2018—2019 годы
В марте 2018 года Святослав стал чемпионом Молодежного Чемпионата Санкт-Петербурга (до 22 лет) в тяжелом весе, в финале победив Александра Фоминова.
В 2018—2019 годах он стал победителем ряда крупных российских и международных турниров, в том числе Кубков командующего Вооруженными Силами России 2018 и 2019 годов и Чемпионата Вооруженных Сил России 2019 года. Также он занял первое место на Чемпионате ВДВ — в абсолютной весовой категории.
В ноябре 2019 года в Самаре участвовал в Чемпионате России в категории свыше 91 кг, но в четвертьфинале проиграл единогласным решением судей действующему чемпиону России Ивану Верясову.

### 2020—2021 годы
В начале декабре 2020 года в Оренбурге стал серебряным призёром чемпионата России в категории свыше 91 кг и вошёл в состав национальной сборной для участия в квалификационном отборочном турнире на Олимпийские игры в Токио. Там он в 1/8 финала единогласным решением судей (5-0) победил Андрея Стоцкого, в четвертьфинале единогласным решением судей (5-0) победил опытного Сергея Егорова, в полуфинале единогласным решением судей (5-0) победил опытного боксёра — бронзового призера чемпионата мира-2019 Максима Бабанина, и в финальной схватке единогласным решением судей (0-5) в довольно близком поединке уступил Ярославу Дороничеву.
В июне 2021 года вместе со сборной командой Центрального федерального округа стал серебряным призёром командного Кубка России по боксу прошедшего в Екатеринбурге, в финале единогласным решением судей уступив Ярославу Дороничеву из команды УФО.
В конце сентября 2021 года стал серебряным призёром на 58-м чемпионате мира среди военнослужащих в Москве (Россия) проведённого под эгидой Международного совета военного спорта, в финале раздельным решением судей (1:3) проиграв опытному узбеку Лазизбеку Муллажонову.

### 2022—2023 годы
В конце июля 2022 года в составе сборной команды ЦФО стал победителем командного Кубка России по боксу прошедшем в Серпухове, в финале единогласным решением судей победив Эмина Хатаева из УФО.
В августе 2022 года, в Москве стал бронзовым призёром Всероссийской Спартакиады между субъектами РФ по летним видам спорта среди сильнейших спортсменов, где он в четвертьфинале раздельным решением судей (4:1) победил Эмина Хатаева, но затем в полуфинале единогласным решением судей проиграл опытному Ивану Верясову из Санкт-Петербурга.
В начале октября 2022 года в Чите вновь стал серебряным призёром чемпионата России в категории свыше 92 кг. Где он в 1/8 финала соревнований досрочно нокаутом в 1-м раунде победил Артема Аванесяна, в четвертьфинале по очкам единогласным решением судей (5:0) победил опытного оренбуржца Абубакар-Салаха Муцелханова, в полуфинале в очень конкурентном бою по очкам победил опытного петербуржца Ивана Верясова, но в финале единогласным решением судей проиграл опытному ставропольцу Алексею Дронову.
В августе 2023 года в Хабаровске стал финалистом чемпионата России в категории свыше 92 кг, где он в 1/8 финала соревнований по очкам (5:0) победил Рамазана Карнукаева, в четвертьфинале по очкам раздельным решением судей (3:2) победил опытного Абубакар-Салаха Муцелханова, и в полуфинале по очкам (5:0) он победил молодого боксёра из Башкирии Бекхана Исраилова.

### 2024—2025 годы
9 октбяря 2024 года в Иркутске победил большинством голосов Александра Дорофеева (4:1) после 3-х раундов, Ярослава Дороничева единогласным решением судей после 3-х раундов (UD), но уступил Двиду Сурову (UD)
В январе 2025 года в Самаре победил Ярослава Дороничева решением судей (UD), но вновь проиграл Сурову единогласным решением.

## Профессионаьная карьера
Дебютировал 25 октября 2024 года на профессиональном ринге в рамках "Бойцовского клуба РЕН ТВ" Дмитрий Кудряшов - Фернандо Родригес» в Москве. В финале «Гран-при» в тяжелом весе проиграл соотечественнику Давиду Сурову. Между бойцами это был третий бой. Счёт в протвостоянии по любителям на момент третий встречи был равный 1:1. Зрелищный бой проходивший в обмене ударами продлился всю дистанцию в которой с минимальным перевесом был лучше Суров. После четырех раундов по три минуты Суров одержал победу решением большинства судей (MD 4).
25 апреля 2025 года в Самаре (Россия) в вечере "Бокс на Волге: Дмитрий Кудряшов - Райделл Букер" провел второй бой против 20-летнего Абдурахмона Рустамова (2-4)(Узбекистан). Бой проходил с преимуществом Тетерина, в 3-м раунде он был близок чтобы завершить встречу досрочно, но узбек смог выжить до конца раунда. В 5-м раунде ситуация повторилась, но и тут Рустамов выстоял. Тетерин победил единогласным решением судей.

## Спортивные результаты
- Чемпионат мира по боксу среди военнослужащих 2021 года — ;
- Чемпионат Вооруженных Сил России 2019 года — ;
- Чемпионат России по боксу 2020 года — ;
- Чемпионат России по боксу 2022 года — ;
- Командный Кубок России по боксу 2021 года — ;
- Командный Кубок России по боксу 2022 года — ;
- Всероссийская спартакиада 2022 года — .
- Чемпионат России по боксу 2024 года — ;